# Peter Birtel
Peter Birtel (* 11. Dezember 1938; † 10. September 2011 in Bochum) war ein deutscher Badmintonspieler.

## Leben und Karriere
Peter Birtel, geboren 1938, gewann 1963 Gold bei den nationalen Titelkämpfen im Herrendoppel mit Friedhelm Wulff. Ein Jahr später konnten beide den Titel in dieser Disziplin verteidigen. 1964 gewann er mit dem Bochumer Team auch Silber bei der deutschen Mannschaftsmeisterschaft.

## Sportliche Erfolge
| Saison    | Veranstaltung                     | Disziplin    | Platz | Name |
| --------- | --------------------------------- | ------------ | ----- | --- |
| 1962/1963 | Deutsche Einzelmeisterschaft      | Herrendoppel | 1     | Peter Birtel / Friedhelm Wulff (VfL Bochum)                                                                               |
| 1963/1964 | Deutsche Mannschaftsmeisterschaft | Mannschaft   | 2     | VfL Bochum (Friedhelm Wulff, Peter Birtel, Jürgen Mainzer, Rolf Czajka, Horst Schmidt, Karin Willkner, Margret Burkhardt) |
| 1963/1964 | Deutsche Einzelmeisterschaft      | Herrendoppel | 1     | Peter Birtel / Friedhelm Wulff (VfL Bochum)                                                                               |
| 1964/1965 | Westdeutsche Einzelmeisterschaft  | Herrendoppel | 1     | Peter Birtel / Friedhelm Wulff (VfL Bochum)                                                                               |
| 1965      | German Open                       | Herrendoppel | 2     | Peter Birtel / Friedhelm Wulff (VfL Bochum)                                                                               |